# Gaggenau Hausgeräte
Gaggenau Hausgeräte GmbH (i Sverige Gaggenau hushållsapparater) utvecklar, tillverkar och distribuerar inbyggnadsprodukter för privata kök, bland annat ugnar, mikrovågsugnar, kaffemaskiner, gas-, induktions- och glaskeramikhällar, köksfläktar, kyl- och frysskåp och diskmaskiner.
Företaget grundades år 1683 när markgreven Ludwig Wilhelm av Baden grundade hammar- och spiksmedjan Gaggenau Eisenwerken i närheten av dagens företagssäte i Gaggenau. Tidigt utvecklades företaget till specialist på emaljeringar. Konceptet med den robusta ugnsemaljen blev grunden till framgång för de kol- och gasspisar som Gaggenau sedan tillverkade till långt in på 1900-talet.
Sedan 1995 är Gaggenau dotterbolag till BSH Bosch und Siemens Hausgeräte i München. Omsättningen uppgick under 2007 till ca 168 miljoner euro.